# Marikana
Marikana (appelé aussi Rooikoppies) est un village de la province sud-africaine du Nord-Ouest. Il est situé à mi-chemin entre les villes de Brits et Rustenburg, sur la ligne ferroviaire reliant les deux communes.
La région étant marquée économiquement par l'exploitation du platine présent dans son sol, le village compte plusieurs mines de platine à ses alentours.